# Cratichneumon flavipectus
Cratichneumon flavipectus là một loài tò vò trong họ Ichneumonidae.